# Вільна булева алгебра
Вільна Булева алгебра — це розділ математики, який є Булевою алгеброю, в якій множина B (носій) має підмножину, чиї елементи називаються генераторами:
- Кожен елемент B, який не є генератором, можна виразити у вигляді кінцевої комбінації генераторів, використовуючи елементи F, які є операціями;
- Генератори максимально незалежні, тобто між ними немає зв’язків (в термінах кінцевих виразів із використанням булевих операцій), які не виконуються в кожній булевій алгебрі, незалежно від того, які елементи вибрано.

## Простий приклад
Генератори у вільній Булевій алгебрі можуть представляти незалежні судження. Розгляньмо, наприклад, міркування "Джон високий", і "Мері багата". Вони генерують Булеву алгебру з чотирма атомами, а саме:
- Джон високий, і Мері багата;
- Джон високий, і Мері не багата;
- Джон не високий, і Мері багата;
- Джон не високий, і Мері не багата.

Тоді інші елементи Булевої алгебри є логічними диз'юнкціями атомів, таких як "Джон високий, і Мері не багата, або Джон не високий, і Мері багата". Крім того, є ще один елемент, FALSE, який може вважатися порожньою диз'юнкцією; тобто диз'юнкцією без атомів.